# Мальдонадо, Лейоми
Лейоми Мальдонадо (род. 28 апреля 1987 года, Бронкс, Нью-Йорк, США) — пуэрто-риканская танцовщица, инструктор, модель и артистка. Бывшая участница танцевальной группы «Vogue Evolution», с которой выступала в четвёртом сезоне шоу «Короли танцпола».

## Жизнь и карьера
Лейоми Мальдонадо родилась 28 апреля 1987 года в Бронксе, Нью-Йорк. С пятнадцати лет она была активным членом балл-культуры Нью-Йорка.
Мальдонадо является первой в истории трансгендерной женщиной, принявшей участие в шоу MTV «Короли танцпола». Она снималась в видеоклипах Уиллоу Смит «Whip My Hair» и Icona Pop «All Night». С её участием была снята реклама Nike «#BeTrue», в поддержку прайд-месяца в 2017 году. Она также появилась в клипе Филиппа Киркорова «Цвет настроения синий».
На данный момент Мальдонадо работает хореографом в телесериале «Поза».